# Geertgen Wyntges
Geertgen Wyntges, född 1636, död 1712, var en nederländsk målare.
Hon är främst känd för sina blomstermotiv.